# Comédia infantil
Comédia infantil è un romanzo di Henning Mankell del 1995.
Il libro è stato tradotto in olandese, tedesco, catalano, norvegese, turco, sloveno, portoghese, francese, finlandese, inglese, spagnolo, polacco, coreano e italiano.
Sebbene in generale le traduzioni abbiano mantenuto il titolo originale Comédia infantil, voluto dall'autore, dalla versione in tedesco è nato il titolo alternativo Chronist der Winde, seguito in alcune lingue.

## Trama
José Antonio Maria Vaz racconta una storia. È oramai lo scopo della sua esistenza dopo che ha conosciuto e sentito un'altra storia, quella raccontata  da Nelio, un ragazzino di 10 anni; ma Nelio  potrebbe averne avuto 8 o 12 o 100 anni.
José fa il panettiere in un misero paese africano, non se ne fa il nome. Uno dei tanti paesi africani che, dopo l'agognata liberazione coloniale è divenuto preda di rivoluzionari e controrivoluzionari.
José è alle dipendenze di una strana coriacea novantenne che usa la panetteria per sovvenziare un suo sogno: allestire spettacoli teatrali nel fatiscente teatro che ha voluto come ricompensa per i suoi servigi per la lotta di liberazione.
Una notte dopo aver sentito uno sparo nel teatro, José lascia la panetteria e trova sul palcoscenico un ragazzino, Nelio, ferito a morte.
Lo porta sul tetto del teatro e per dieci notti, tenendo nascosto il fatto, cerca di curarlo come può e con i pochi mezzi di cui dispone. Ogni notte José ascolta un pezzo della storia di un bambino che si rivela saggio come un vecchio, ed è sempre più ansioso di conoscere le cause dell'evento drammatico che ne hanno provocato le ferite.
Viene così a sapere di come dal villaggio natio assalito dai banditi controrivoluzionari Nelio sia riuscito  a fuggire ammazzandone uno, per arrivare, dopo un incontro particolare, nella grande città in riva al mare. Girovagando per la città si imbatte in una delle tante bande di ragazzi senza famiglia che vivono sulla strada campando di espedienti, vi si accoda e ne diventa, suo malgrado, il capo.
L'ultima notte Nelio spiega i motivi degli spari e chiede di essere bruciato nel forno perché in fondo il mio corpo è molto piccolo.

## Opere derivate
Nel 1998 è stato presentato il film Comédia Infantil, basato sul romanzo e diretto da Solveig Nordlund.

## Edizioni in italiano
- Henning Mankell, Comédia infantil, traduzione di Giorgio Puleo, Venezia: Marsilio, 2001